# Avenue de Malakoff
Ne doit pas être confondu avec Impasse de Malakoff ou Villa Malakoff.
L'avenue de Malakoff est une voie du 16e arrondissement de Paris.

## Situation et accès
L'avenue de Malakoff est une voie publique située dans le 16e arrondissement de Paris. Elle débute avenue Foch et termine boulevard de l'Amiral-Bruix et avenue de la Grande-Armée.
Elle est desservie à proximité par la ligne 1 à la station de métro Porte Maillot.

## Origine du nom
L'avenue doit son nom à la bataille de Malakoff, victoire française décisive du siège de Sébastopol durant la guerre de Crimée.

## Historique
Cette voie est tracée en 1826 dans la commune de Passy par la « Société des terrains de la plaine de Passy », qui lotit le territoire rural situé entre l'avenue de Neuilly (actuelle avenue de la Grande-Armée) au nord, la rue de Longchamp au sud, l'ancienne faisanderie du parc de la Muette à l'ouest (actuellement rue Spontini et rue Pergolèse à l'ouest) et le mur des Fermiers généraux limitant la ville de Paris (emplacement de l'actuelle avenue Kléber).
L'avenue, qui comprenait à l'origine l'actuelle avenue Raymond-Poincaré, est une ligne droite entre la barrière Sainte-Marie de ce mur d'octroi, à l'emplacement de l'actuelle place du Trocadéro, et un point situé sur l'avenue de Neuilly 200 mètres à l'est de la porte Maillot, entre le mur de clôture de la faisanderie et un bâtiment au bord de cette avenue.
Cette avenue et son prolongement par l'avenue Raymond-Poincaré est, avec l'actuelle avenue Victor Hugo, l'un des deux axes principaux tracés par cette société, se croisant sur une place centrale, l'actuelle place Victor-Hugo.
L'avenue est classée par une ordonnance du 5 septembre 1839 comme « route départementale no 9 », avant de prendre le nom d'« avenue de Saint-Denis ».
L'avenue de Malakoff, comme l'ensemble du quartier de la plaine de Passy, ne fut construite sur ses abords pour l'essentiel qu'à partir des années 1850, à la suite de l'ouverture en 1854 de l'avenue de l'Impératrice, actuelle avenue Foch, et de la ligne d'Auteuil avec la station de la Porte Maillot, ce qui est attesté par les plans figurant un espace non bâti jusqu'au milieu du siècle.

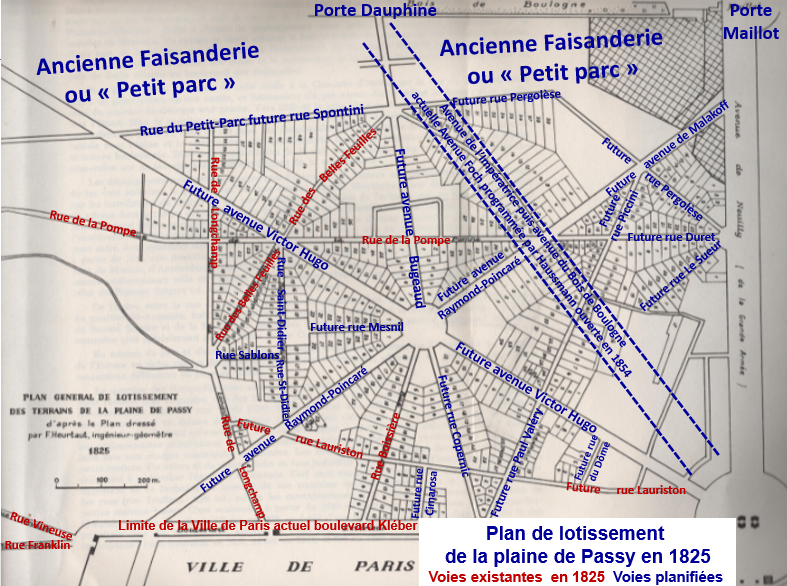
Plan de lotissement de la plaine de Passy de 1825.
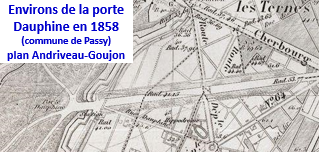
Quartier Porte Maillot-Porte Dauphine en 1858.

Classée dans la voirie parisienne en vertu d'un décret du 23 mai 1863, l'avenue prend sa dénomination actuelle par un décret du 24 août 1864.
Par un arrêté du 27 juillet 1936, la partie comprise entre la place du Trocadéro et l'avenue Foch est renommée « avenue Raymond-Poincaré ».

## Bâtiments remarquables et lieux de mémoire

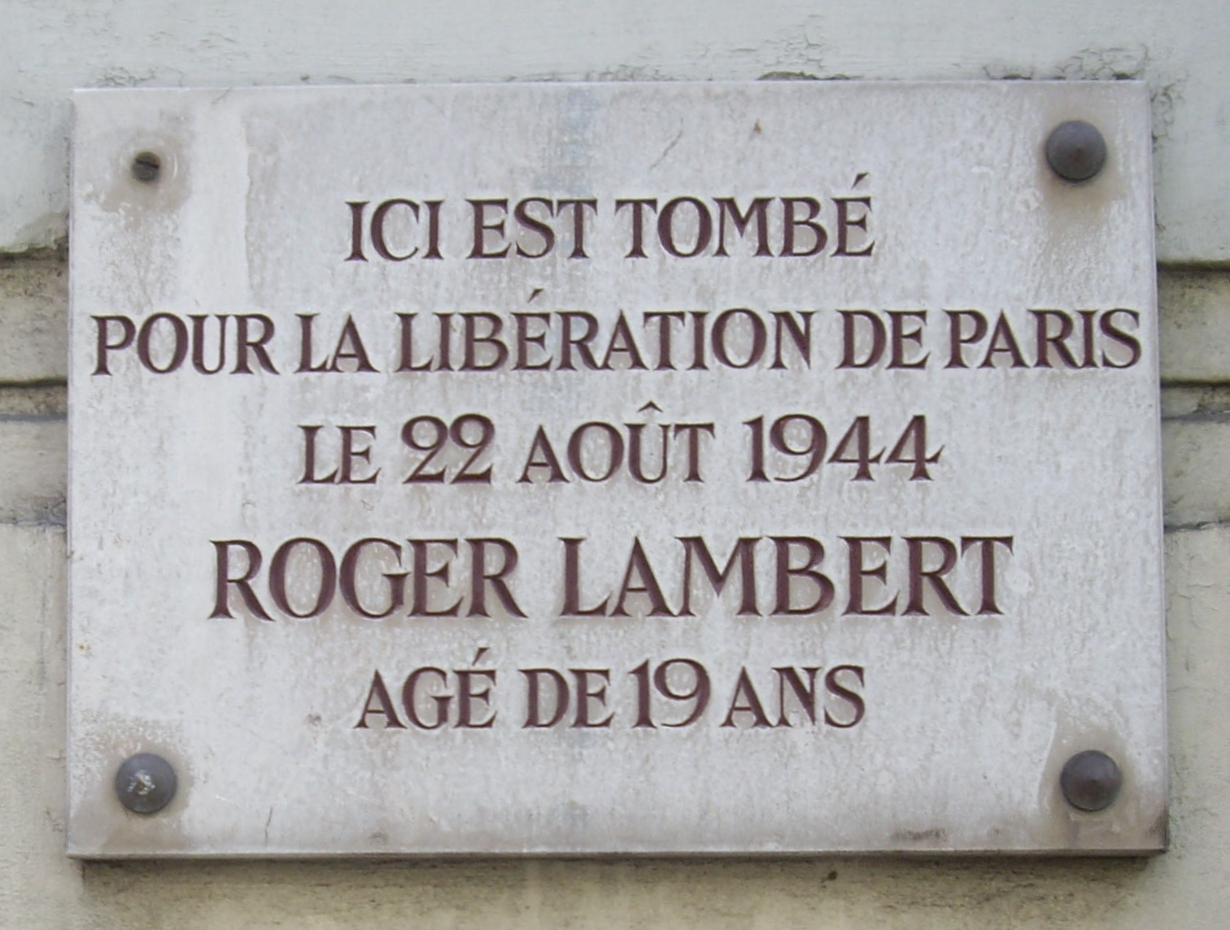
Plaque au no 161.

- No 6 : siège temporaire de la Bibliothèque-musée de la Guerre dans l'entre-deux-guerres.
- No 56 bis : salle États-Unis Cinéma (Cinéma Malakoff), ouverte en 1915 et fermée en 1923[2].
- No 57 : en 1928, les Éditions des Cahiers libres, fondées à Toulouse par René Laporte et Lucien-Henri Dumas, s'installent à  cette adresse[3].
- No 64 : dans les années 1900, siège de la légation de Perse[4].
- No 105 : Mathieu Dreyfus (1857-1930), frère ainé du capitaine, y a vécu et y est décédé. Il repose au cimetière de Passy.
- No 119 : à ce numéro se trouvait l'hôtel particulier du collectionneur Camille Groult, qui y meurt en 1908[1].
- No 122 : palais Rose de l'avenue Foch, détruit en 1969[1],[5].
- No 123 : consulat du Liban.
- No 129 : à partir de mai 1942[6], demeure de la femme de lettres américaine Florence Gould (1895-1983), célèbre pour avoir tenu durant plusieurs décennies à l'hôtel Meurice à Paris, dans cette demeure (le jeudi[7]), dans sa villa La Vigie à Juan-les-Pins et ensuite dans sa villa Le Patio à Cannes, un salon où étaient reçues de nombreuses personnalités des milieux littéraires et artistiques[8].
- No 137 : la peintre Marie-Adélaïde Baubry-Vaillant y a vécu[9].
- No 153 : rue du Commandant-Marchand, voie privée.
- No 161 : plaque commémorative en hommage à Roger Lambert, mort pendant la Libération de Paris en 1944.
- Le 7 juillet 1977, l'ambassadeur de Mauritanie en France Ahmed Ould Ghanaballah est victime d'un attentat qui le blesse grièvement, avenue Malakoff, où il résidait[10].